# Rise of Prussia
Rise of Prussia è un videogioco di strategia a turni sviluppato dalla AGEOD nel 2010.
Il gioco è ambientato durante la Guerra dei sette anni, i giocatori hanno l'opportunità di scegliere quale tra i due schieramenti interpretare: i prussiani (e relativi alleati) guidati da Federico II oppure gli austriaci (e relativi alleati).
Ogni esercito e ogni comandante ha le proprie abilità specifiche che danno bonus alle loro unità, come nei precedenti giochi sono disponibili diversi scenari, che coprono una singola battaglia, un anno di guerra o l'intero conflitto.